# 諾斯特拉達穆斯
諾斯特拉達穆斯，另稱诺查丹玛斯（拉丁語：Nostradamus，1503年12月14日—1566年7月2日），香港譯諾齊擔瑪士，原名米歇爾·德·諾特雷達姆（法語：Michel de Nostredame），法國籍猶太裔預言家，精通希伯來文和希臘文，留下以四行體詩寫成的預言集《百詩集》（1555年初版，《諸世紀》為誤譯）一部。有研究者從這些短詩中「看到」對不少歷史事件（如法國大革命、希特勒之崛起）及重要發明（如飛機、原子彈）的預言。
諾斯特拉達穆斯的預言無論其生前还是死後，都吸引了来自世界各地的崇拜者。《百詩集》出版後，直到現在依然非常暢銷。許多熱心者，將他的預言與世界主要事件分析，並找到應驗的地方。
相比之下，大多學者認為諾斯特拉達穆斯四行詩體預言模糊不清，預言的「應驗」是它的描寫太廣泛，沒有證據證明預言詩的真確性，也沒有證據證明預言詩確實描述某一件事。
然而，這部法國文藝復興時期的作品仍倍受重視，特別是在現今的媒體和流行文化中，經常同《聖經密碼》等預言作品相比較。

## 家世

### 父系
諾特雷達姆家族為古代流亡歐洲的猶太人後裔，在中世紀的歐洲，猶太人受盡歧視，地位低下。

諾特雷達姆家族之徽，家族銘文為「時光渺渺，愛心是道」。

勒內一世批准猶太人改信天主教，皮耶爾·諾特雷達姆毫不猶疑放棄猶太教，易名阿爾諾東·德·維羅爾格（Arnauton de Velorgues），「阿爾諾東」為皮耶爾·諾特雷達姆主持入教儀式的主教名字，「維羅爾格」為他采邑的地名，然而，皮耶爾·諾特達達姆卻負上奉獻所有財產為代價。接著於1481年，普羅旺斯王國因王裔嗣絕，被法國合併。
改教之後，他從事榖物和放貸生意。儘管皮耶爾·諾特雷達姆百般掩飾猶太人身份，但依然受盡歧視。而他的妻子不肯改教，結果他休妻另娶，生下五子一女，長子名叫若姆·諾特雷達姆（Jaume Nostredame，又名賈克Jacques），是諾斯特拉達穆斯的父親。
若姆·諾特雷達姆一出生按天主教教義受洗，又子承父業，家境富裕，但其出身仍被標籤。1495年，他與諾斯特拉達穆斯的母親勒內埃爾·德·聖雷米（Reynière de Saint Rémy）成婚。

### 母系
諾斯特拉達穆斯的母系應為猶太以撒迦部族後代。從聖雷米家族以地名為姓可以看出，他們亦是改教的猶太人後裔。諾斯特拉達穆斯的外曾祖父約翰·聖雷米（John Saint Rémy）曾在其著作《普羅旺斯詩人列傳》中提到聖雷米家族祖先曾有一位為愛情殺人的祖先，但無文獻證明。
據諾特雷達姆家族族譜記述，約翰·聖雷米是一名御醫，可惜由於內容語焉不詳，故難以證明，但至少確定他是一名地方知名的醫生，常常為王室貴族治病，而且非常富裕。當若姆·諾特雷達姆和勒內埃爾·德·聖雷米結婚時，送給新人的嫁奩有多間房子、製磚工場、葡萄園、果園、農田等等。受到約翰·聖雷米的影響，若姆·諾特雷達姆改當公證人，當他的兒子米歇爾·德·諾特雷達姆（即未來的諾斯特拉達穆斯）出世時，約翰·聖雷米還在世。

## 童年

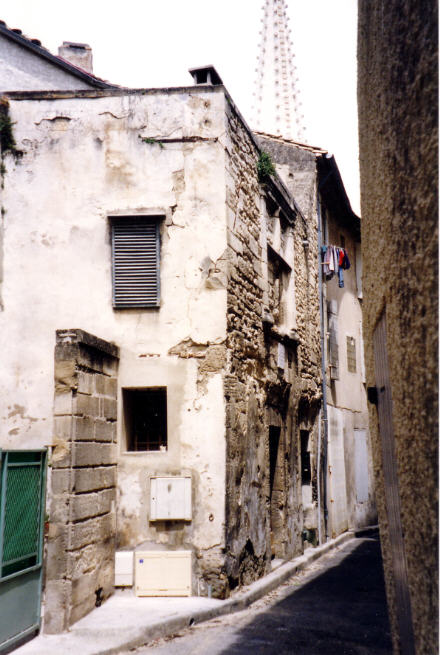
據說是諾斯特拉達穆斯出生的地方。

米歇爾·德·諾特雷達姆於儒略曆1503年12月14日（公元1503年12月23日）在法國聖雷米鎮出生，是家中長子。很多描述諾斯特拉達穆斯一生的傳記表示，外曾祖父約翰·聖雷米與米歇爾非常合得來，在米歇爾十五歲之前，他一直在外曾祖父處接受教育，學習數學、占星學、希伯來文、拉丁文等等。他自外曾祖父處閱讀過有關猶太人神秘主義的書籍，深受影響，這些書籍直到他預言撰寫完成後，為怕宗教迫害，便付之一炬，米歇爾描述書籍燃燒時發出異光，滿室陡然光明。
然而，最後記戴約翰·聖雷米出現的文獻只在諾斯特拉達穆斯一歲為止，換句話說，沒法確定兩祖孫是否一同生活過。
在米歇爾的父親若姆·諾特雷達姆的書信中，表示自己有十八名子女，但可查證的，只有九名：米歇爾、戴爾菲（Delphine）、傑漢（Jehan，1507年 - 1577年）、皮耶爾（Pierre）、赫克多（Hector）、路易（Louis，生於1522年）、伯特蘭（Bertrand）、尚（Jean）和安東萬（Antoine，生於1523年）。
很少文獻記載諾斯特拉達穆斯童年的生活情況，所以自他一至十五歲的生活階段朦朧不清。

## 少年求學
1518年，十五歲的米歇爾進入阿維尼翁大學唸書，先學習三學科（即語法、修辭學、邏輯學），其後學習四學科（即幾何學、算術、天文學、音樂），合稱自由七藝，是為中世紀大學必須修讀的科目。
他一直待在那裡兩至三年，直至完成學業，求學期間成績優異，表現突出。他的友人薩維尼表示米歇爾求學的情況：
——「他剛及懂事之年，便解決千百離奇小問題。例如晚上和同窗散步，他告訴他們，人們看見天上掠過的小火花，哲學家稱為『流星』，並非從天上掉下來的星星，而是被風點燃的硫化氣體，就像風點燃煤塊一樣。他又告訴他們，烏雲不像無知者以為那樣從海水吸水，它是一團蒸氣，和濃霧所見的一樣。他又說地球那樣圓形，太陽從地平線出來之前，照亮過另一邊地球。他常常這樣興高采烈地談論流星和星辰，以至同學叫他做『天文學家』。」
但不幸的是，1520年末，鼠疫蔓延至阿維尼翁，米歇爾還未待得接受文憑，學校已被迫關門。1521年至1529年間很難確定米歇爾的去向，但他在自傳中表示決定從事消滅瘟疫工作，穿州過省，學習醫學。
1529年，在担任了几年药剂师之后，他进入蒙彼利埃大学攻读医学博士学位。但在不久之后，米歇爾就被开除，原因是人们发现他曾是一名药剂师——这是当时大学章程所明确禁止，且他一直在诽谤医生。他被宣告开除的文件至今仍保存在学院图书馆中。
1528年，波爾多發生瘟疫，當地醫院未能處理瘟疫蔓延，於是向外招聘專家幫手，那名專家叫馮賀格，他帶同一位助手，向醫院介紹說：「這是米歇爾·德·諾特雷達姆，我的老搭檔，滅病最佳助手。」中世紀的歐洲，就算完成三年醫科學位課程的醫學士還未能行醫，往往投身正式醫生門下當助手，積累經驗才可自立門戶。這次事件被寫成報告，一直存放在波爾多教會，直至1969年被發現。
1529年，米歇爾決定不再當醫生助手，再次進入蒙彼利埃大学醫學院攻讀高級醫科學位課程，他以拉丁文親寫入學註冊表：
——「米歇爾·德·諾特達姆，普羅旺斯阿維尼翁教區聖雷米鎮人，來到蒙彼利埃大学就讀。他宣誓恪守學校現在及未來之規章、費用及特權。他繳交註冊費，並選擇安東尼·羅米埃為導師。
1529年10月23日」
當時與米歇爾同期讀書的名人有法蘭索瓦·拉伯雷（François Rabelais），後來成為法國文藝復興時代著名的人文主義作家，他當時以37歲之齡攻讀醫學，卻足足花了六年時間來完成學業。雖然米歇爾和法蘭索瓦·拉伯雷可能認識，但沒有證明兩人有深交，不過坊間對兩位名人的交流充滿幻想。1690年，出現一本名為《拉伯雷與諾斯特拉達穆斯對話集》的虛構文章，內容描寫兩人在天堂中論盡對方的一生。

## 行醫四方
三年之後，米歇爾於1533年完成學業，正式成為醫生。他流浪於法國鄉村市鎮之間，懸壺濟世。當時的醫生想出人頭地，必須遊歷四方，而米歇爾亦不例外。不久他流浪到法國波爾多東南部阿讓市，並遇到著名文藝復興人學者，名醫朱利斯·凱撒·斯卡利傑（Julius Caesar Scaliger）。當時朱利斯·凱撒·斯卡利傑由阿讓大主教重金禮聘過來的，兩人一見如故，成為好朋友。
諾斯特拉達穆斯是一名著名的瘟疫醫生，他曾經提出許多對抗黑死病的醫學建議。主要建議包括清除患者遺體、保持新鮮空氣流通、飲用乾淨水源，以及飲用薔薇果製成的果汁。在他的著作《脂粉與果醬製法》（Traité des fardemens et confitures）A部份第八章中，諾斯特拉達穆斯也建議不要替病患放血。

## 延伸阅读
- Gerson, Stéphane. Nostradamus: How an Obscure Renaissance Astrologer Became the Modern Prophet of Doom (New York: St. Martin's Press, 2012) 347pp
- Mcmann, Lee. Nostradamus, The Man Who Saw Through Time (New York:Creative Page Express, Inc., 1941) at Sacred Texts Archive（页面存档备份，存于）
- Smoley, Richard, The Essential Nostradamus (Tarcher, Penguin, NY, 2006)
- Nostradamus.org
- Secret Vault: Nostradamus Prophecy Locations[永久]